# 赵国威
赵国威（1911年4月—1995年1月29日），男，汉族，湖北黄安人，中国政治人物，曾任中央人民公安学院院长兼党委书记，中国政治法律学会理事，第五、六届全国政协委员。